# Talheim (Heilbronn)
Talheim (Heilbronn) é um município da Alemanha, no distrito de Heilbronn, na região administrativa de Estugarda , estado de Baden-Württemberg.

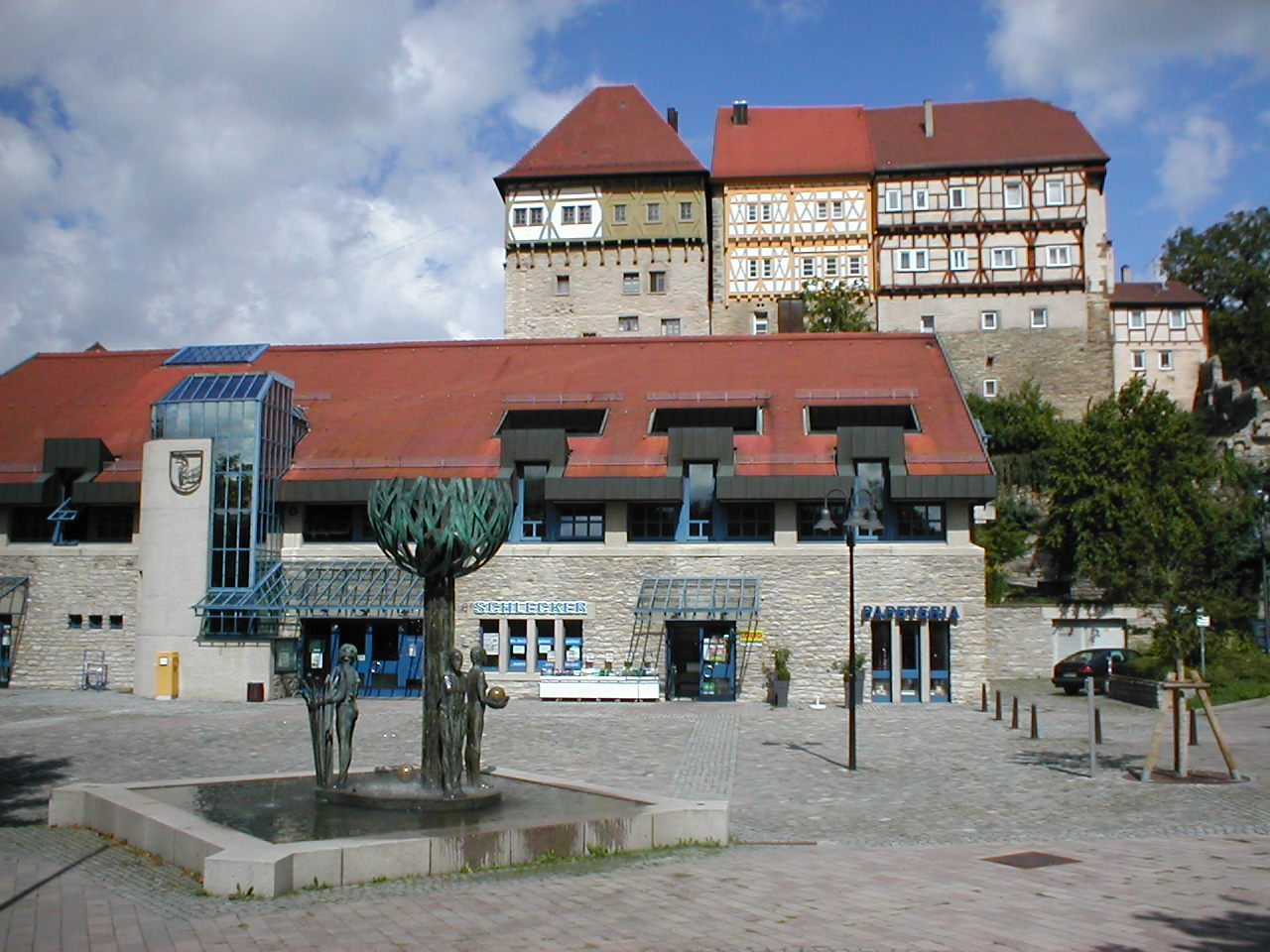
Town Hall with castle
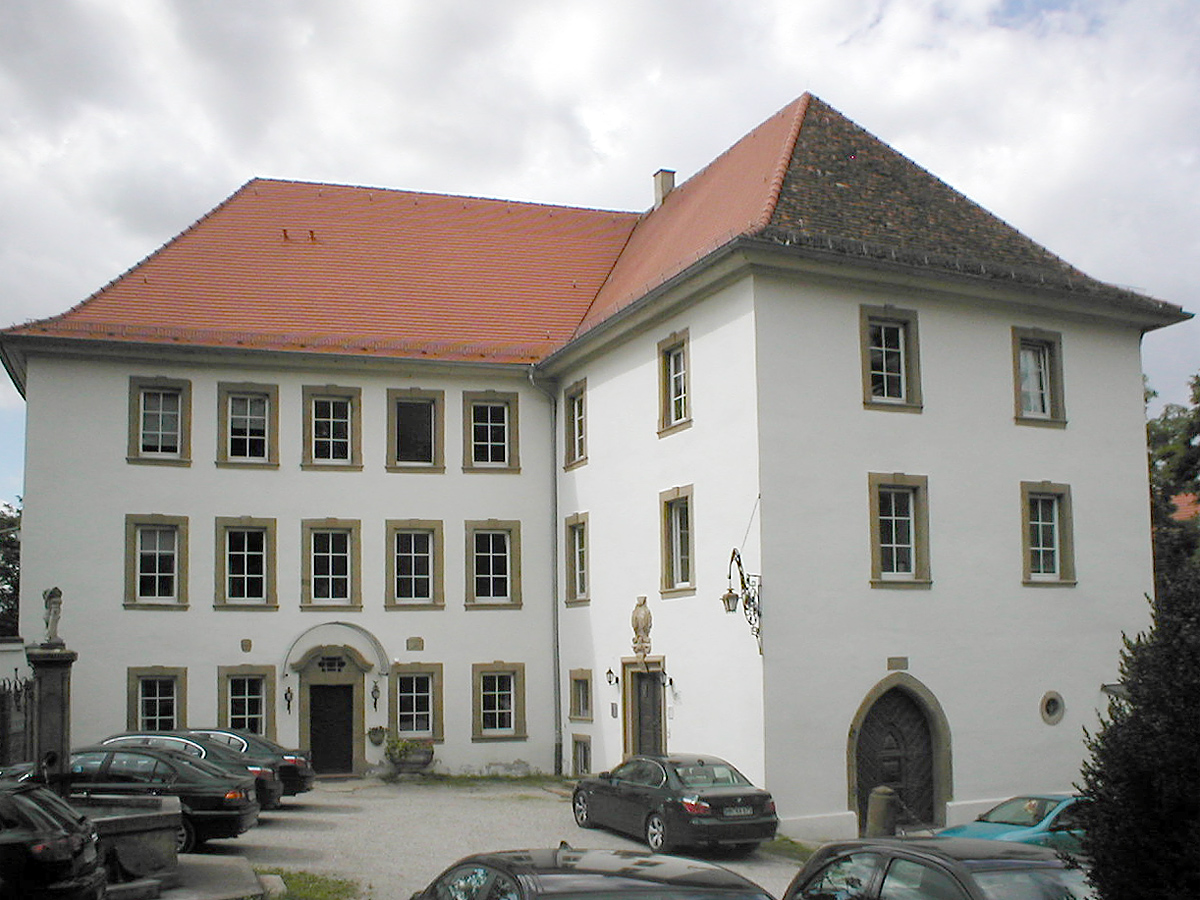
Unteres Schloss an der Sontheimer Straße
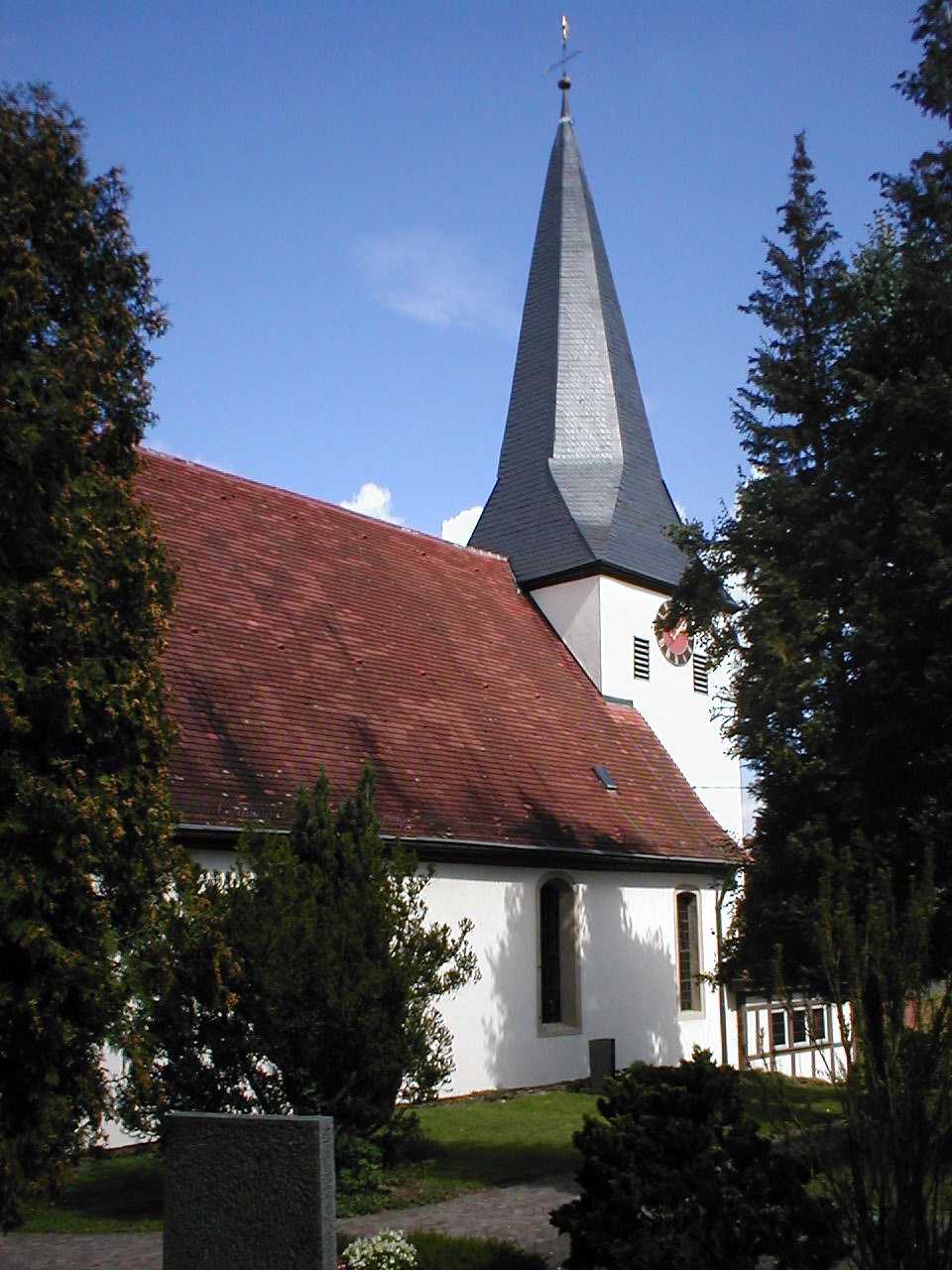
Evang. Kilianskirche
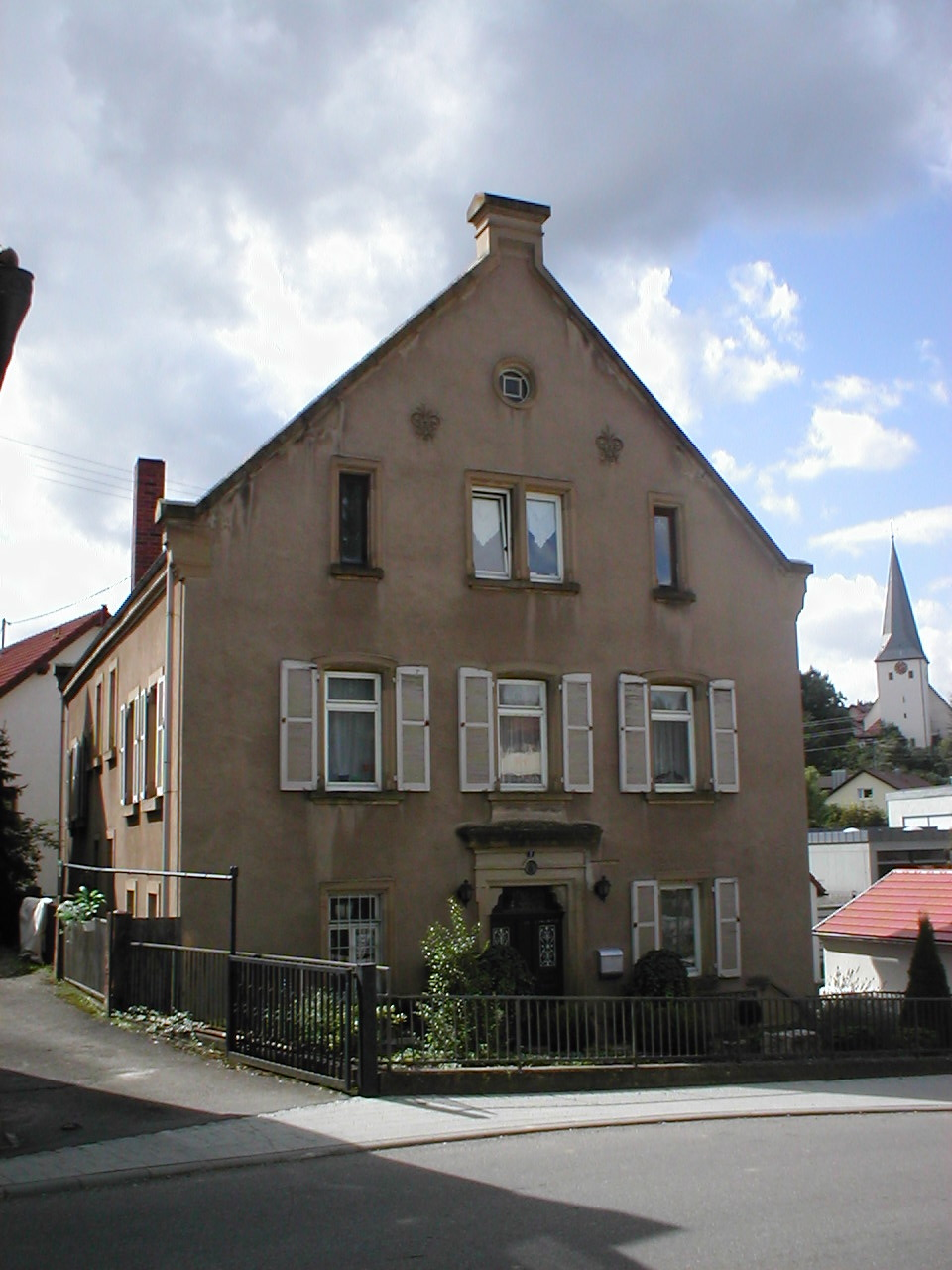
Evang. Pfarramt
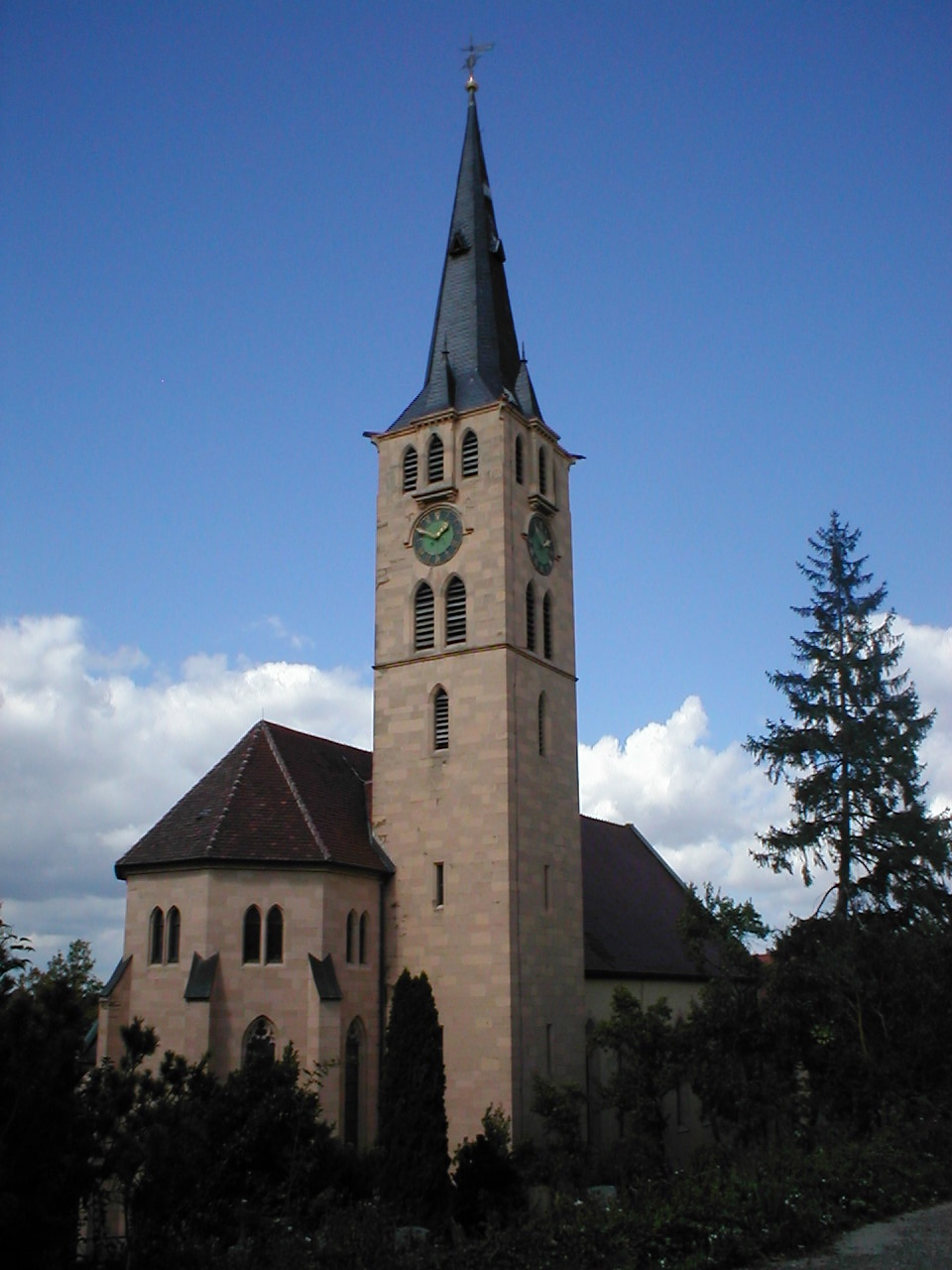
Katholische Kirche
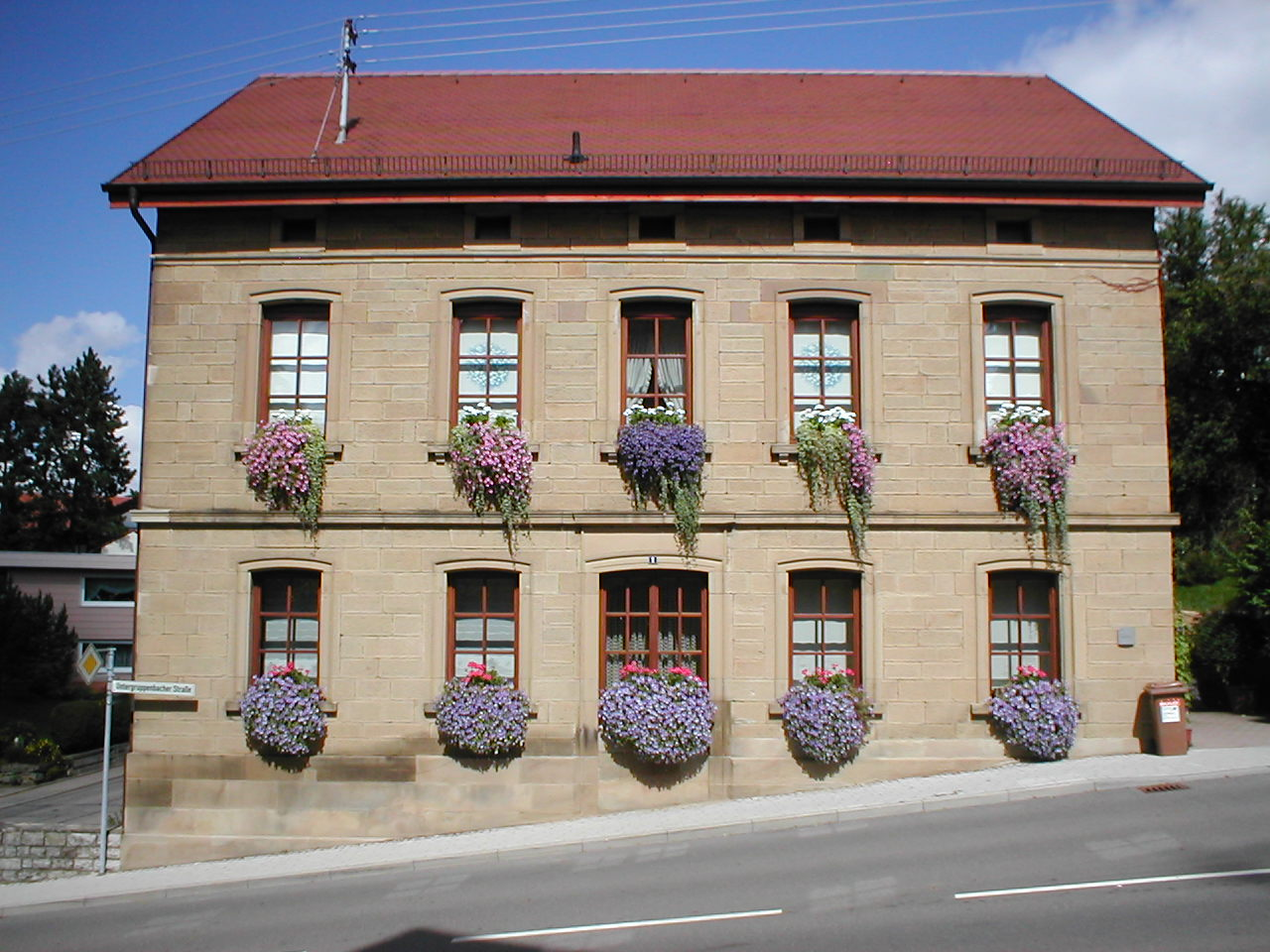
Kath. Pfarrhaus
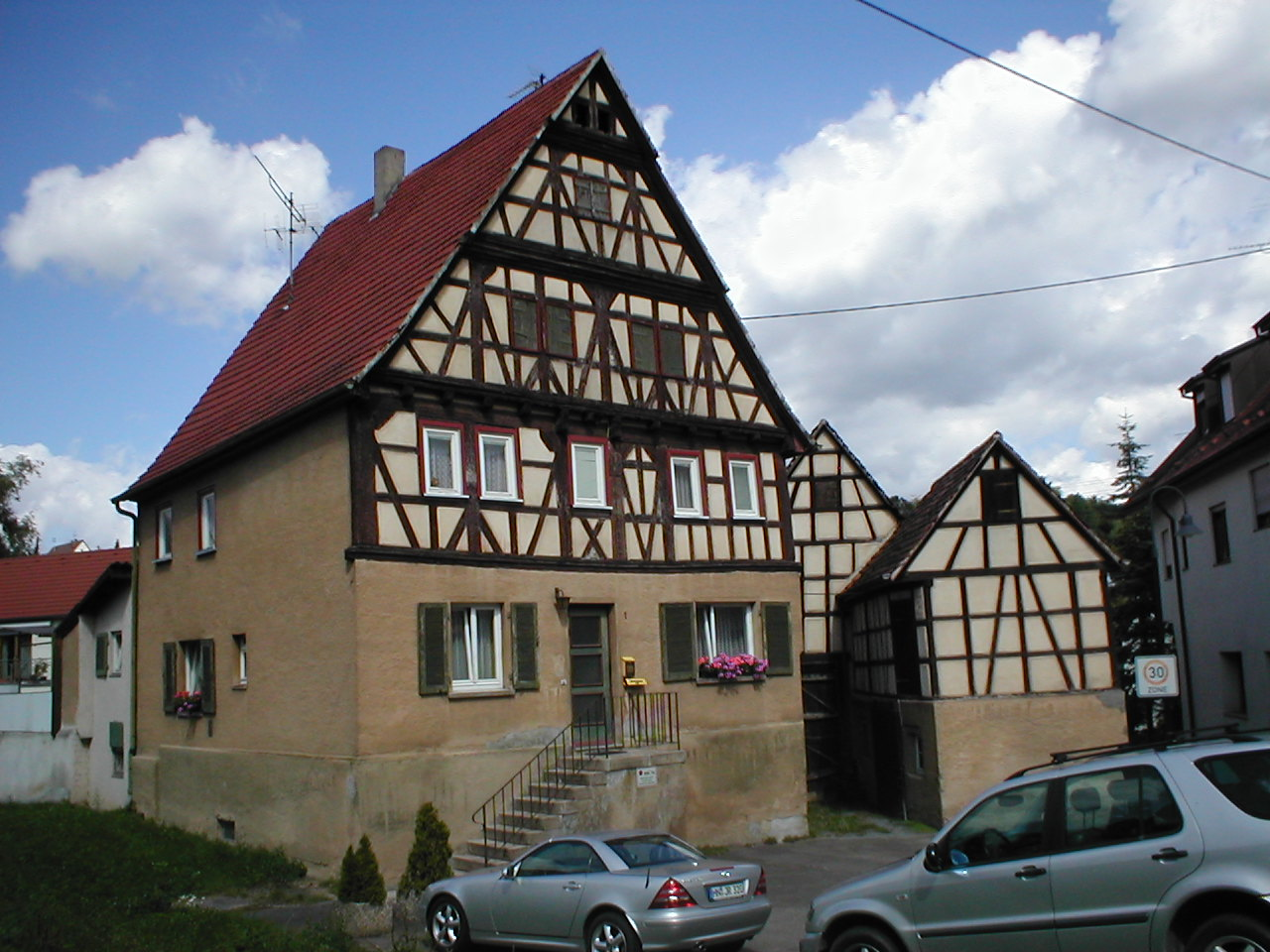
Fachwerkbau in der Zehentgasse
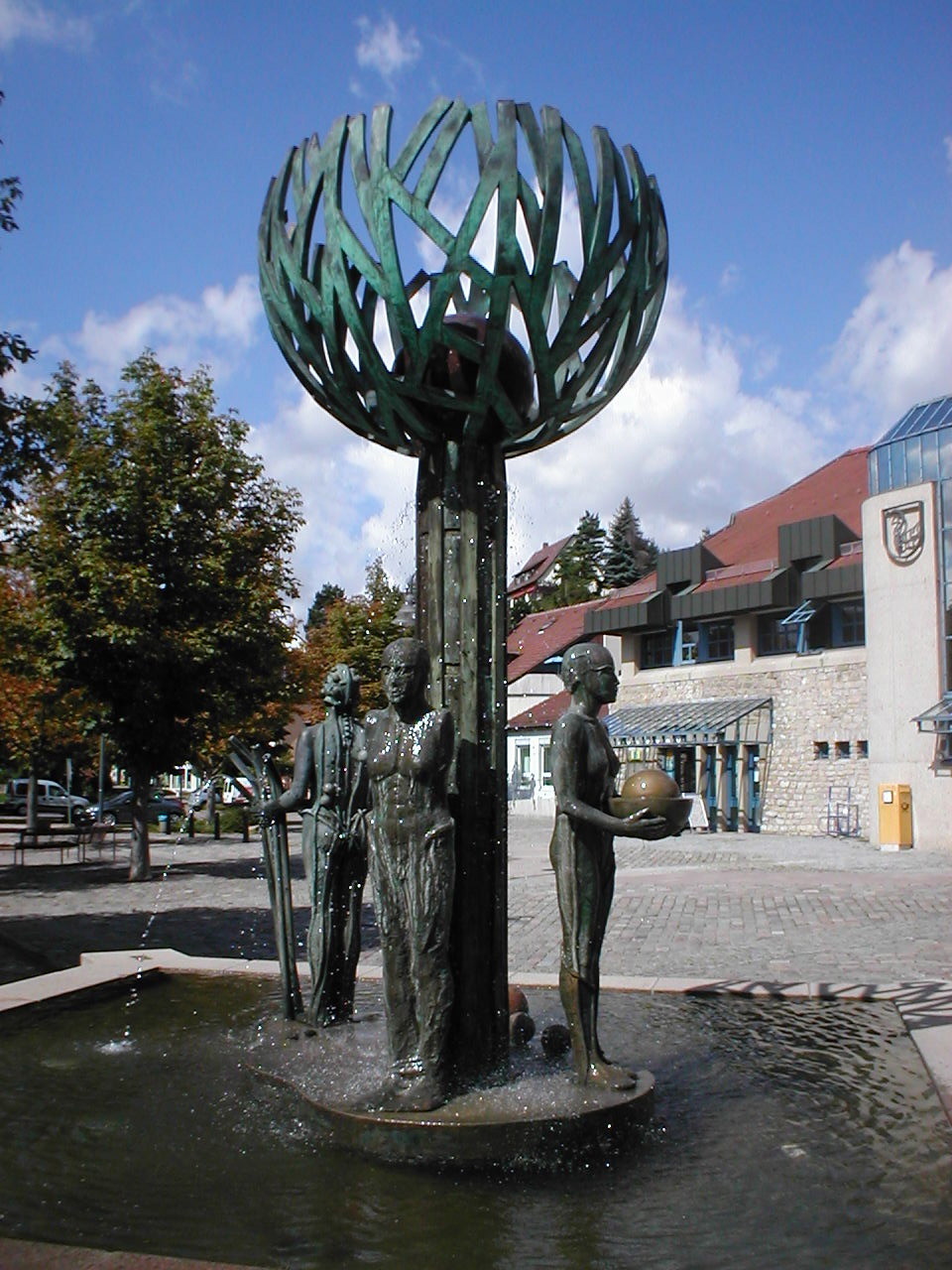
Jahreszeitenbrunnen